# Строкач Тимофій Амвросійович

Могила Тимофія Строкача на Байковому кладовищі

Строкач Тимофі́й Амвро́сійович  (4 березня 1903, село Біла Церква (Білоцерковиця, нині Астраханка), Ханкайський район, Приморський край, Російська імперія — 15 серпня 1963, Київ, Українська РСР, СРСР) — радянський комуністичний і державний діяч, один з провідних керівників органів державної безпеки УРСР та СРСР, генерал-лейтенант. Депутат Верховної Ради УРСР 2-го скликання. Депутат Верховної Ради СРСР 1—4-го скликань. Член ЦК КП(б)У в червні 1938 — лютому 1960 р.

## Біографія
Народився в бідній селянській родині. Батьки у 1899 році переселилися з села Сидори (біля міста Біла Церква) на Далекий Схід в українське село Білоцерківку біля озера Ханка. У 1903 році родина переїхала на станцію Погранична, де батько й брати працювали на будівництві Китайсько-Східної залізниці.
У 1914 році Тимофій Строкач закінчив Білоцерківську сільську школу Приморської області. До січня 1924 року працював у господарстві батьків та робітником на залізниці. У 1919–1922 роках брав участь у червоному партизанському русі на Далекому Сході.
З січня 1924 року — в радянських прикордонних військах ДПУ—НКВС СРСР. У січні 1924 — вересні 1925 року — червоноармієць 58-го Нікольско-Усурійського прикордонного загону станції Іман на Далекому Сході. У вересні 1925 — лютому 1927 року — слухач 2-ї прикордонної школи ОДПУ в місті Мінську. У лютому 1927 — березні 1929 року — помічник начальника застави 56-го Благовєщенського прикордонного загону на Далекому Сході.
Член ВКП(б) з грудня 1927 року.
У березні 1929 — листопаді 1932 року — помічник коменданта і начальник школи молодшого начальницького складу 53-го Даурського прикордонного загону на Далекому Сході. У листопаді 1932 — грудні 1933 року — слухач Вищої прикордонної школи ОДПУ СРСР.
У грудні 1933 — березні 1935 року — командир маневреної групи 20-го Славутського прикордонного загону УСРР. У березні 1935 — вересні 1936 року — помічник начальника 24-го Могилів-Подільського прикордонного загону УСРР. У вересні 1936 — січні 1938 року — начальник відділення штабу 24-го Могилів-Подільського прикордонного загону УРСР.
У січні — травні 1938 року — командир 162-го полку НКВС у місті Ворошиловграді. У травні — липні 1938 року — начальник штабу 24-го Могилів-Подільського прикордонного загону УРСР.
У липні 1938 — липні 1940 року — начальник 25-го Тираспольського прикордонного загону НКВС УРСР. У липні 1940 — березні 1941 року — начальник 25-го Кагульського прикордонного загону НКВС Молдавської РСР.
28 березня 1941 — 16 січня 1946 року — заступник народного комісара внутрішніх справ Української РСР.
Під час німецько-радянської війни Тимофія Строкача, як кадрового чекіста, сталінське керівництво направляє з НКВС керувати партизанським рухом на окупованих територіях. 30 травня 1942 року Держкомітет оборони СРСР створює при Ставці Верховного головнокомандування Центральний штаб партизанського руху (ЦШПР). Його начальником був призначений перший секретар ЦК компартії Білорусі Пантелеймон Кондратович Пономаренко. Штаби радянського партизанського руху були також створені для республік і областей. Український штаб партизанського руху очолив досвідчений чекіст Тимофій Амвросійович Строкач.
30 травня 1942 — жовтень 1944 року — начальник Українського штабу (радянського) партизанського руху.
9 жовтня 1944 — 16 січня 1946 року — начальник Управління по боротьбі із бандитизмом (УББ) та, одночасно, заступник народного комісара внутрішніх справ Української РСР.
29 січня 1946 — 16 березня 1953 року — міністр внутрішніх справ Української РСР.
19 березня — 11 червня 1953 року — начальник Управління Міністерства внутрішніх справ УРСР по Львівській області.
3 липня 1953 — 31 травня 1956 року — міністр внутрішніх справ Української РСР.
28 травня 1956 — 8 березня 1957 року — заступник міністра внутрішніх справ СРСР та, одночасно, начальник Головного управління прикордонних і внутрішніх військ МВС СРСР. 8 березня  — 22 травня 1957 року — у розпорядженні управління кадрів МВС СРСР.
22 травня 1957 року звільнений у відставку за офіційним формулюванням «через хворобу». Проживав у місті Києві.
Строкач безпосередньо керував репресіями проти «націоналістів» та «пособників фашизму», проти тих, хто залишався на окупованій німцям території під час Радянсько-німецької війни 1941–1945. Він був одним з головних організаторів масових репресій проти населення України в часи після 1945 р. Проводив масові арешти в Західній Україні, керував каральними операціями проти українського національного Руху опору. За свідченням підлеглих по службі І. С. Сталін цінував Строкача, часто йому телефонував, присилав подарунки. Строкач був довіреною людиною М. С. Хрущова в час, коли той був 1-им секретарем ЦК КП(б)У і особливо в період боротьби Хрущова проти впливу Л. П. Берія — у внутрішній боротьбі за владу між керуючими групами НКВС і КПРС в СРСР в повоєнний час 1945–1953. Вважається, що Строкач був «м'яко» усунений з політики в пору «хрущовської відлиги», бо був важливим свідком та співучасником масових кривавих злочинів Хрущова на посаді Першого секретаря ЦК КП(б)У та інших під час масових репресій та «Великого терору».
Помер 15 серпня 1963 року. Похований в Києві на Байковому кладовищі (надгробок — граніт, скульптор А. А. Шапран, архітектор М. К. Іванченко; встановлений у 1964 році).

## Звання
- капітан (3.04.1936)
- майор (4.09.1938)
- полковник (23.11.1939)
- майор державної безпеки (6.09.1941)
- комісар державної безпеки 3-го рангу (14.02.1943)
- генерал-лейтенант (6.08.1944)

## Нагороди
- три ордени Леніна (7.03.1943, 23.01.1948, 6.08.1949)
- три ордени Червоного Прапора (15.01.1945, 25.06.1954)
- орден Суворова 1-го ступеня (2.05.1945)
- орден Вітчизняної війни 1-го ступеня (10.04.1945)
- два ордени Червоної Зірки (,19.09.1952)
- сім медалей
- орден «Білого Лева» (Чехословаччина)
- орден «Військовий Хрест 1939 року» (Чехословаччина)
- орден «Угорська Народна Республіка» 2-го ступеня (1950)
- орден «Угорська Свобода» срібного ступеня
- знак «Заслужений працівник НКВС» (4.02.1942)

## У літературі
У 1987 році український радянський письменник Павло Автономов  Тимофію Строкачу присвятив книгу «Фронт не позначено».